# 1992년 뉴욕 영화 비평가 협회상
제58회 뉴욕 영화 비평가 협회상은 1992년 영화를 대상으로 하는 시상식이다.

## 수상 및 후보

### 작품상
- 플레이어

### 감독상
- 플레이어 - 로버트 알트만 수상

### 각본상
- 크라잉 게임 - 닐 조던 수상

### 여우주연상
- 하워즈 엔드 - 엠마 톰슨 수상

### 남우주연상
- 말콤 X - 덴젤 워싱턴 수상

### 여우조연상
- 크라잉 게임 - 미란다 리처드슨 수상
- 4월의 유혹 - 미란다 리처드슨 수상
- 데미지 - 미란다 리처드슨 수상

### 남우조연상
- 용서받지 못한 자 - 진 핵크만 수상

### 촬영상
- 플레이어 - 장 레핀 수상

### 다큐멘터리상
- 브라더스 키퍼

### 신인감독상
- 쉐드와 트루디 - 알리슨 앤더슨 수상